# Centistes mucri
Centistes mucri är en stekelart som beskrevs av Sergey A. Belokobylskij 2000. Centistes mucri ingår i släktet Centistes och familjen bracksteklar. Inga underarter finns listade.